# Nico Habermehl
Nikolaas Dirk Bastiaan (Nico) Habermehl (Alphen aan den Rijn, 3 juli 1946 – Gouda, 17 oktober 2014) was een Nederlandse historicus.

## Leven en werk
Habermehl begon zijn loopbaan als stuurman op de grote vaart. In de jaren zeventig van de 20e eeuw koos hij voor een bestaan aan de wal en ging geschiedenis studeren. Hij was achtereenvolgens werkzaam als docent geschiedenis en daarna als beleidsmedewerker en accountmanager bij het ministerie van OCW. In 2000 promoveerde hij aan de Universiteit Leiden op een proefschrift over de jurist en politicus Joan Cornelis van der Hoop.
Habermehl heeft veel gepubliceerd over de geschiedenis van zijn woonplaats Gouda. Hij was coördinerend redacteur en voorzitter van de redactie, die de nieuwe stadsgeschiedenis van Gouda "Duizend jaar Gouda" schreef. Samen met een andere Goudse historicus verscheen van zijn hand Gouda in druk, een uitgebreide bibliografie van Gouda tot 1995. Ook was hij betrokken bij het opstellen van de Goudse Canon en was hij mede auteur van het vierdelig straatnamenboek "Stad van Gouwenaars". Veel artikelen van zijn hand verschenen in Tidinge, het tijdschrift  van de historische vereniging die Goude. Voor zijn verdiensten op historisch gebied werd Habermehl in 2009 benoemd tot Ridder in de Orde van Oranje Nassau. Voor zijn verdiensten voor de stad Gouda werd Habermehl op 17 juli 2014 benoemd tot ereburger van deze stad.
Habermehl was getrouwd en had twee zonen. Hij overleed in oktober 2014 op 68-jarige leeftijd in zijn woonplaats Gouda.